# 53311 Deucalion
53311 Deucalion è un asteroide cubewano. Scoperto nel 1999, presenta un'orbita caratterizzata da un semiasse maggiore pari a 44,4048126 UA e da un'eccentricità di 0,0652916, inclinata di 0,37037° rispetto all'eclittica.
L'asteroide è dedicato a Deucalione, personaggio della mitologia greca.